# Hilaira pervicax
Hilaira pervicax es una especie de araña tejedora de sábana perteneciente al género Hilaira, de la familia Linyphiidae, orden Araneae. Fue descrita por Hull en 1908.

## Descripción
El cuerpo del macho y la hembra mide 2,5-3 mm de longitud.

## Distribución
Se distribuye por Irlanda, Gran Bretaña, Noruega, Suecia, Finlandia, Escandinavia y Rusia (desde Europa hasta el noreste de Siberia).